# 190-е годы до н. э.
190-е (сто девяно́стые) го́ды до на́шей э́ры по пролептическому юлианскому календарю — промежуток времени с 1 января 199 года до н. э. по 31 декабря 190 года до н. э., включающий с 199 по 191 годы 1-го десятилетия  и 190 год 2-го десятилетия II века 1-го тысячелетия до н. э. Им предшествовали 200-е годы до н. э., за ними следовали 180-е годы до н. э. Они закончились 2215 лет назад.

## Важнейшие события
- 197 — поражение македонских войск при Киноскефалах. Окончание Второй македонской войны (200—197 год до н. э.)[1].
- 196 — восстание рабов в Этрурии.
- 195 — начало Третьей Сирийской войны (195—188) между Антиохом III и Римом.
- 190 — победа объединённой коалиции во главе с Римом над селевкидским царём Антиохом III в битве при Магнезии. Великая Армения и Софена провозглашают независимость от Селевкидов.